# Angelândia
Angelândia es un municipio brasileño del estado de Minas Gerais. Su población estimada en 2009 era de 8.571 habitantes.
Su economía se basa en la agricultura, principalmente la producción de café. 